# Knack (magazine)
Pour les articles homonymes, voir Knack.
Knack est un hebdomadaire d'information belge de langue néerlandaise fondé en 1971. Le Vif/L’Express est son pendant francophone.
En juin 2022, le reportage de Knack sur l'association caritative Poverello et l'immense patrimoine accumulé et inutilisé (plus de 50 millions d'euros), reçoit la plus haute distinction de l'Association néerlandaise des journalistes d'investigation (VVOJ) pour l'enquête de Ruben Brugnera et Marieke Brugnera et une « révélation majeure »,. 

## Collaborateurs
- Karl Meersman (1961-), caricaturiste.